# Adiós gringo
Pour les articles homonymes, voir Adios et Gringo (homonymie).
Pour plus de détails, voir Fiche technique et Distribution.
Adiós gringo est un western spaghetti franco-hispano-italien, de 1965, adapté du roman Adios de Harry Whittington ; le film est réalisé par Giorgio Stegani avec dans le rôle principal Giuliano Gemma.

## Synopsis
Brett Landers achète du bétail pour son ranch à Gil Clawson. En ville, il est accusé du vol de ces bêtes. En légitime défense, il tue son accusateur, mais il est accusé d'assassinat et il manque d'être lynché par la foule. Il parvient à se libérer de cette dangereuse situation seulement grâce à son arme, et fuit la ville en promettant de revenir avec le vrai voleur.
En chemin, dans une zone désertique, il trouve une jeune fille en train de mourir. Lucy a été agressée lors de l'attaque de la diligence dans laquelle elle voyageait. Torturée, violée, elle a été laissée là, attachée au sol, presque nue, et elle souffre de déshydratation. Brett essaie de lui donner les premiers soins, mais il décide finalement de l'emmener à la ville la plus proche, où il est considéré avec méfiance, les auteurs de l'attaque de la diligence n'ayant pas encore été retrouvés. En ville, Lucy reconnaît les trois hommes qui l'ont agressée, dont l'un n'est autre que Gil Clawson, le voleur de bétail que Brett recherche.
Un des autres bandits est Avery Ranchester, le fils de Clayton Ranchester, propriétaire de la moitié de la ville, et Lucy n'est pas crue quand elle l'accuse. Les trois, cependant, tentent de réduire au silence la jeune fille, et enlèvent Brett afin de mettre en scène leur évasion. Il réussit à s'échapper et tue l'un des trois bandits. Dans le même temps, en ville, Clayton Ranchester excite la foule contre Brett, qui, avec la complicité du shérif et du médecin de la ville, parvient à s'enfuir avec Lucy. S'ensuit une chasse à l'homme dans les montagnes au cours de laquelle Lucy est forcée de tuer Gil Clawson, la seule personne qui pourrait innocenter Brett. Celui-ci réussit à capturer Avery, qui porte sur lui l'argent du vol, avec lequel il voulait acheter le silence de Brett. À l'arrivée des autres, Lucy accuse publiquement Avery de viol, et Avery, en échange d'une aide lors du procès, innocente Brett du vol de bétail.

## Fiche technique
- Titre original : Adiós Gringo
- Réalisation : Giorgio Stegani, assisté de Jean Pourtalé
- Scénario : Giorgio Stegani, José Luis Jerez, Michèle Villerot, d'après le roman Adios de Harry Whittington
- Direction artistique : Román Calatayud
- Décors : Charles Ralph
- Costumes : Elio Micheli
- Photographie : Francisco Sempere
- Son : Guy Ronson
- Montage : Jacqueline Brachet
- Musique : Benedetto Ghiglia
- Producteur : Federico Galliani
- Sociétés de production : 
  - Italie Fono Roma, Explorer Film '58, Dorica Film
  - Espagne Cooperativa Trebol Films
  - France Les Films Corona
- Pays de production :  Italie,  Espagne,  France
- Langue originale : italien
- Format : couleur (Eastmancolor) / noir et blanc — 35 mm — 2,35:1 (Doryscope) —  son Mono
- Genre : Western spaghetti
- Durée : 100 minutes
- Dates de sortie : 
  - Italie : 22 décembre 1965
  - France : 3 février 1967
  - Espagne : 2 octobre 1972

## Distribution
Les acteurs ont changé leur nom pour le public anglophone.
- Giuliano Gemma (VF : Michel Le Royer) : Brett Landers
- Evelyn Stewart (Ida Galli) (VF : Michèle Montel) : Lucy Tillson
- Ted Carter (Nello Pazzafini) (VF : Claude Bertrand) : Gil Clawson
- Peter Cross (Pierre Cressoy) (VF : Jacques Beauchey) : Clayton Ranchester
- Grant Laramy (Germano Longo) : Stan Clevenger
- Max Dean (Massimo Righi) (VF : Serge Lhorca) : Avery Ranchester
- Roberto Camardiel (VF : André Valmy) : docteur Barfield
- Frank Braña (Francisco Brana) : cowboy de Ranchester
- Osiride Peverello (VF : Henry Djanik) : cowboy de Ranchester
- Jesús Puente (VF : William Sabatier) : shérif Saul Slaughter
- Monique Saint Clair : Maude Clevenger
- Jean Martin (Gino Marturano) (VF : Jean-François Laley) : Mike Murphy

## Musique
La chanson du générique est interprétée par Fred Bongusto.